# اعزام ژاندارم‌های سوئدی به شیراز
اعزام ژاندارم‌های سوئدی به شیراز اعزامی به رهبری ژاندارم سوئدی یوزف پوزت برای ارتباط با هنگ سوم ژاندارمری ایران بود که در شیراز مستقر بود.

## پیش‌زمینه
اندکی پس از ورود افسران سوئدی در جریان حضور ژاندارم‌های سوئدی در ایران، ژنرال هارالد یالمارسن تصمیم گرفت ژاندارمری را به هنگ‌های مختلف تقسیم کند که یکی در شیراز مستقر بود. کاپیتان یوزف پوزت به عنوان مسئول هنگ در شیراز انتخاب شد. شیراز در فاصله ۸۰۰ کیلومتری تهران بود و قرار بود این فاصله با اسب طی شود.

## در راه شیراز
در مورد سفر واقعی به شیراز اطلاعات زیادی در دست نیست، اگرچه یوزف پوزت اظهار داشت که در یک شب اقامت، با یک شورشی دوست «مادام العمر» شد.

## درگیری‌ها
هنگامی که یوزف پوست در شیراز بود برای گشت زنی به جاده بوشهر روانه شد. او در راه با چندین شورشی تحت رهبری محمدعلی در نزدیکی کازرون درگیر شد. نبرد خونین بود، اما در نهایت به یک پیروزی پرهزینه برای ژاندارم‌ها منجر شد و چندین ایرانی و حداقل یک سوئدی در جریان آن جان خود را از دست دادند. با این حال کازرون تنها نبردی نبود که در فارس انجام شد، زیرا چند نبرد خونین دیگر نیز در طول مداخله سوئد در ایران در شیراز و اطراف آن رخ داد.
علاوه بر اقدامات نظامی، یوزف پوزت با رهبری آلمان در شیراز ملاقات کرد.